# NGC 2826
NGC 2826 ist eine linsenförmige Galaxie vom Hubble-Typ S0-a im Sternbild Luchs am Nordsternhimmel. Sie ist schätzungsweise 283 Millionen Lichtjahre von der Milchstraße entfernt und hat einen Durchmesser von etwa 140.000 Lj.
Im selben Himmelsareal befinden sich u. a. die Galaxien NGC 2825, NGC 2828, NGC 2829, NGC 2830.
Das Objekt wurde am 13. März 1850 von George Johnstone Stoney, einem Mitarbeiter des Astronomen Lord Rosse, entdeckt.